# Skalára
Skalára (Pterophyllum) je rod sladkovodních paprskoploutvých ryb z čeledi vrubozubcovití (Cichlidae). Ryby tohoto rodu se vyznačují charakteristickým zploštělým tvarem těla. Pochází z tropů Jižní Ameriky. Často se chovají v akváriích.

## Druhy
Dosud byly popsány tři druhy rodu Pterophyllum.
| Binomické jméno       | České jméno        | Popsáno           | Výskyt                                                                                          |
| --------------------- | ------------------ | ----------------- | ----------------------------------------------------------------------------------------------- |
| Pterophyllum altum    | skalára vysoká     | Pellegrin, 1903   | povodí Orinoka a horní tok Río Negro v jižní Venezuele, jihozápadní Kolumbii a severní Brazílii |
| Pterophyllum leopoldi | skalára Leopoldova | J. P. Gosse, 1963 | řeky Amazonka (v úseku mezi městy Manacapuru a Santarém), Essequibo a Rupununi                  |
| Pterophyllum scalare  | skalára amazonská  | Schultze, 1823    | povodí Amazonky na území Peru, Kolumbie a Brazílie                                              |

## Galerie

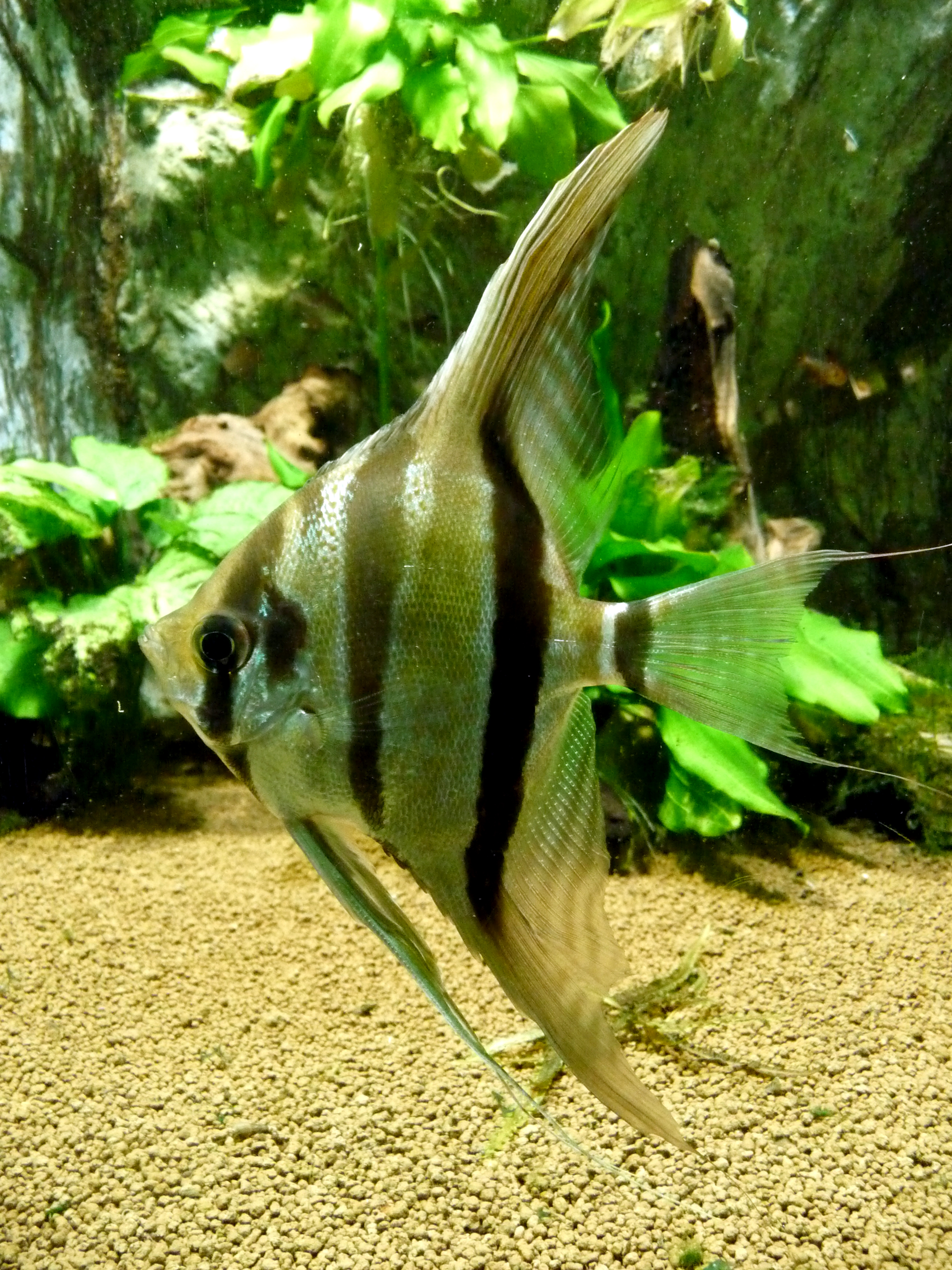
Pterophyllum altum
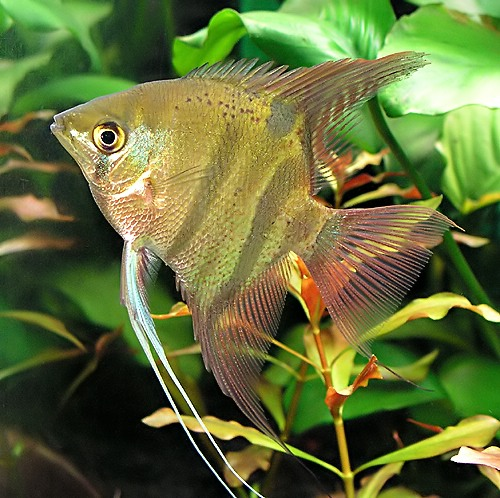
Pterophyllum leopoldi
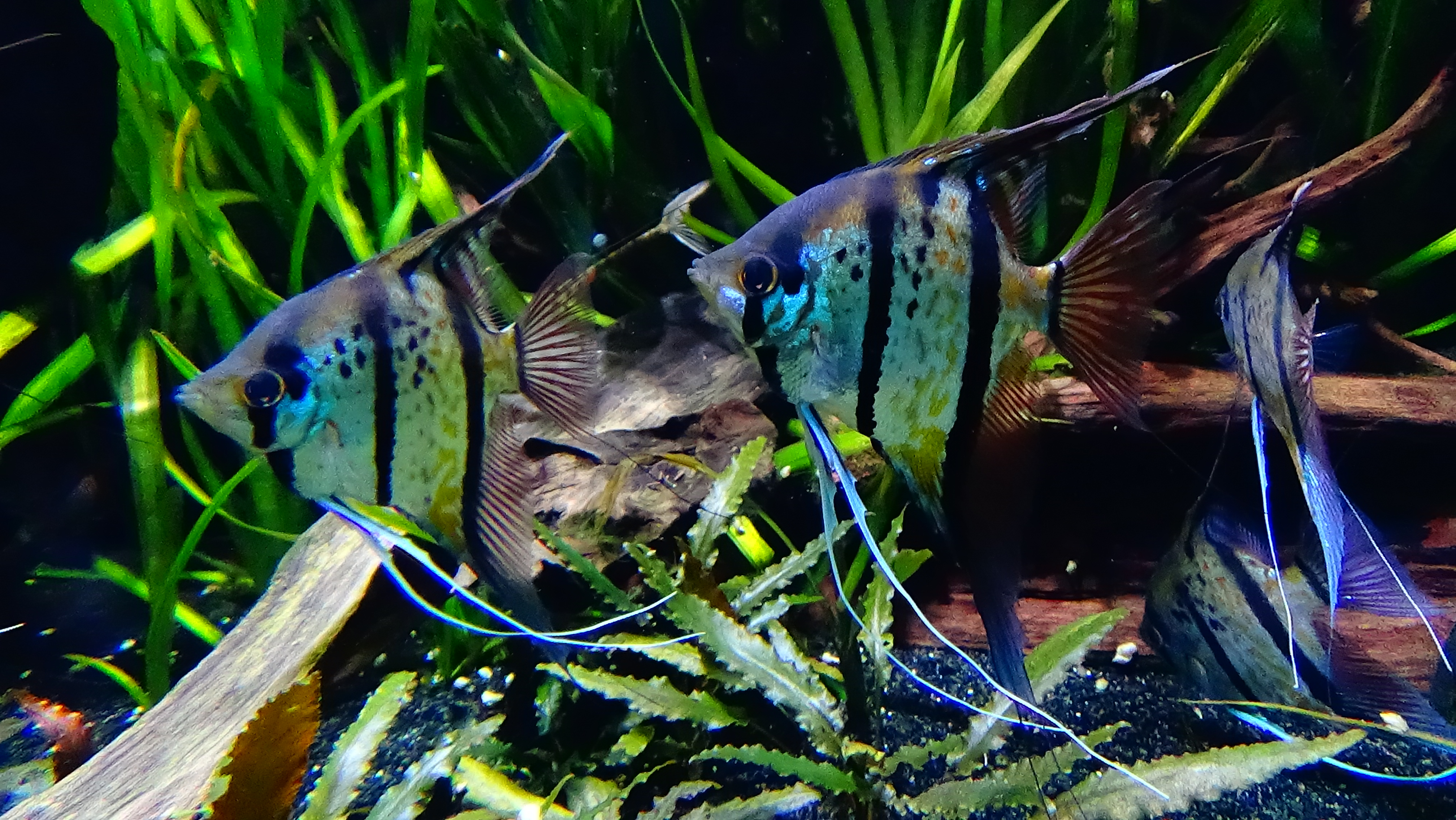
Pterophyllum scalare